# Châu Hưng, Vĩnh Long
Châu Hưng là một xã thuộc tỉnh Vĩnh Long, Việt Nam.

## Địa lý
Xã Châu Hưng có vị trí quan trọng về chính trị, kinh tế, có vị trí địa lý:
- Phía đông giáp xã Lộc Thuận.
- Phía tây giáp xã Giao Long.
- Phía nam giáp xã Lương Hòa và Châu Hòa, ranh giới là sông Ba Lai.
- Phía bắc giáp xã Phú Thuận.

Xã Châu Hưng có diện tích 35,22 km², dân số năm 2025 là 23.229 người, mật độ dân số đạt 659 người/km².

### Diện tích tự nhiên
Diện tích tự nhiên của xã là 1.106ha, trong đó:
- 410ha trồng lúa
- 448ha trồng vây lâu năm
- 5ha vườn tạp
- 42ha nuôi thủy sản
- 78ha sông rạch chưa sử dụng.

### Địa hình và đất đai
Là vùng đất được bồi đắp bởi phù sa sông Ba Lai. có những dải đất cao hơn các khu vực xung quanh từ 1-1,5m. Đó là những con giồng, di tích của mỗi giai đoạn bờ biển được sáp nhập vào đất liền (nay thuộc ấp Hưng Chánh), có độ cao trung bình từ 2-2,5m; dài khoảng 1,5 km.
Đất đai ở Châu Hưng chủ yếu là đất phù sa, có địa hình cao trên 1m, không bị ngập úng vào mùa mưa và khô cứng vào mùa khô.

## Hành chính
Xã Châu Hưng được chia thành 4 ấp: Hưng Chánh, Hưng Thạnh, Tân Hưng, Hưng Nhơn.

## Lịch sử
Ngày 3 tháng 4 năm 1979, Hội đồng Chính phủ ban hành Quyết định số 141-CP về việc thành lập xã Châu Hưng trên cơ sở một phần của xã Bình Yên cũ.
Ngày 16 tháng 6 năm 2025, Ủy ban Thường vụ Quốc hội ban hành Nghị quyết số 1687/NQ-UBTVQH15 về việc sắp xếp các đơn vị hành chính cấp xã của tỉnh Vĩnh Long năm 2025. Theo đó, sắp xếp toàn bộ diện tích tự nhiên, quy mô dân số của các xã Châu Hưng, Thới Lai và Long Hòa thành xã mới có tên gọi là xã Châu Hưng.
Sau khi sáp nhập, xã Châu Hưng có 35,22 km² diện tích tự nhiên và dân số 23.229 người.

## Kinh tế - xã hội

### Xã hội

#### Trường học
- Trường Mẫu giáo Sao Sáng
- Trường tiểu học Huỳnh Tấn Phát
- Trường THCS Huỳnh Tấn Phát
- Trường THPT Huỳnh Tấn Phát.

## Văn hóa

### Tôn giáo tín ngưỡng
- Khoảng 80% dân cư trong xã theo đạo Phật. Xã có ngôi chùa lớn là Hưng Phước Tự được xây dựng năm 1940, tạo lạc tại ấp Hưng Chánh, bên cạnh chợ trung tâm xã hiện nay. Hai đình thần và hai miễu ở ấp Hưng Chánh, Tân Hưng là nơi sinh hoạt văn hóa cộng đồng hiện nay vẫn còn được bảo tồn nguyên vẹn.
- Ngoài đạo Phật, ở Châu Hưng còn có đạo Cao Đài (khoảng 15% dân số) và đạo Tin Lành (khoảng 5% dân số). Tín đồ Cao Đài ở Châu Hưng dưới quyền của Hội Thánh Cao Đài Tòa Thánh Tây Ninh sinh hoạt tại Thánh thất Hưng Chánh. Đạo Tin lành ở Châu Hưng chỉ mới xuất hiện từ 1978, các tín đồ sinh hoạt ở nhà thờ Tin Lành xã Giao Hoà (Châu Thành, Bến Tre)

## Giao thông
- Đường thủy: sông Ba Lai là con đường giao lưu với các xã khác trong huyện, huyện khác trong tỉnh như Giồng Trôm, Ba Tri, Châu Thành,... và các tỉnh khác. Ngoài ra còn có những con rạch tự nhiên lớn và các con kênh. Tất cả hợp thành mạng lưới giao thông thủy thuận lợi, vừa là hệ thống cấp nước sinh hoạt và tưới tiêu cho nông nghiệp.
- Đường bộ: tuyến đường trung tâm dài 1.000m, rộng 3m từ đường tỉnh 883 đến ngã tư đình Châu Hưng được trải nhựa. Các tuyến đường liên xã, ấp, xóm được rải đá dăm hoặc trải sỏi đỏ.